# Paul McGuinness (cầu thủ)
Paul McGuinness (sinh ngày 2 tháng 3 năm 1966) là một cầu thủ bóng đá người Anh chơi tại giải The Football League cho Crewe Alexandra và Chester City. Từ năm 2005, ông làm huấn luyện viên kiêm quản lý đội Học viện của Manchester United nhóm dưới 18 tuổi.
Paul McGuinness là con trai của cựu cầu thủ bóng đá Manchester United và kiêm huấn luyện viên đội dự bị United đó là ông Wilf McGuinness. Ông có bằng trong giáo dục thể chất tại trường Đại học Loughborough. Với vai trò là một cầu thủ, McGuinness là một tiền vệ bóng đá khi ra sân 20 lần tại giải The Football League cho hai câu lạc bộ bóng đá Crewe Alexandra vàChester City. Ông trưởng thành từ lò đào tạo trẻ của Manchester United. Tuy nhiên, ông chưa có trận đấu chính thức nào cho Manchester United và Bury trong sự nghiệp cầu thủ của mình.